# My War
My War ist das zweite Studioalbum der amerikanischen Punkband Black Flag nach dem Album Damaged im Jahr 1981 und drei Kompilation-Alben in den Jahren 1982 und 1983. Das Album knüpfte zum einen an die Hardcore-Vorlage des Vorgängers an, die B-Seite war jedoch geprägt durch einen von Black Sabbath beeinflussten Stil, der das Fanlager spaltete und das Album zu einer stilprägenden Veröffentlichung zum Post-Hardcore mit großem Einfluss auf die Entwicklung von Sludge Metal, Grunge und Math-Rock machte.
Es wurde im März 1984 bei SST Records veröffentlicht und von der Band produziert.

## Hintergrund

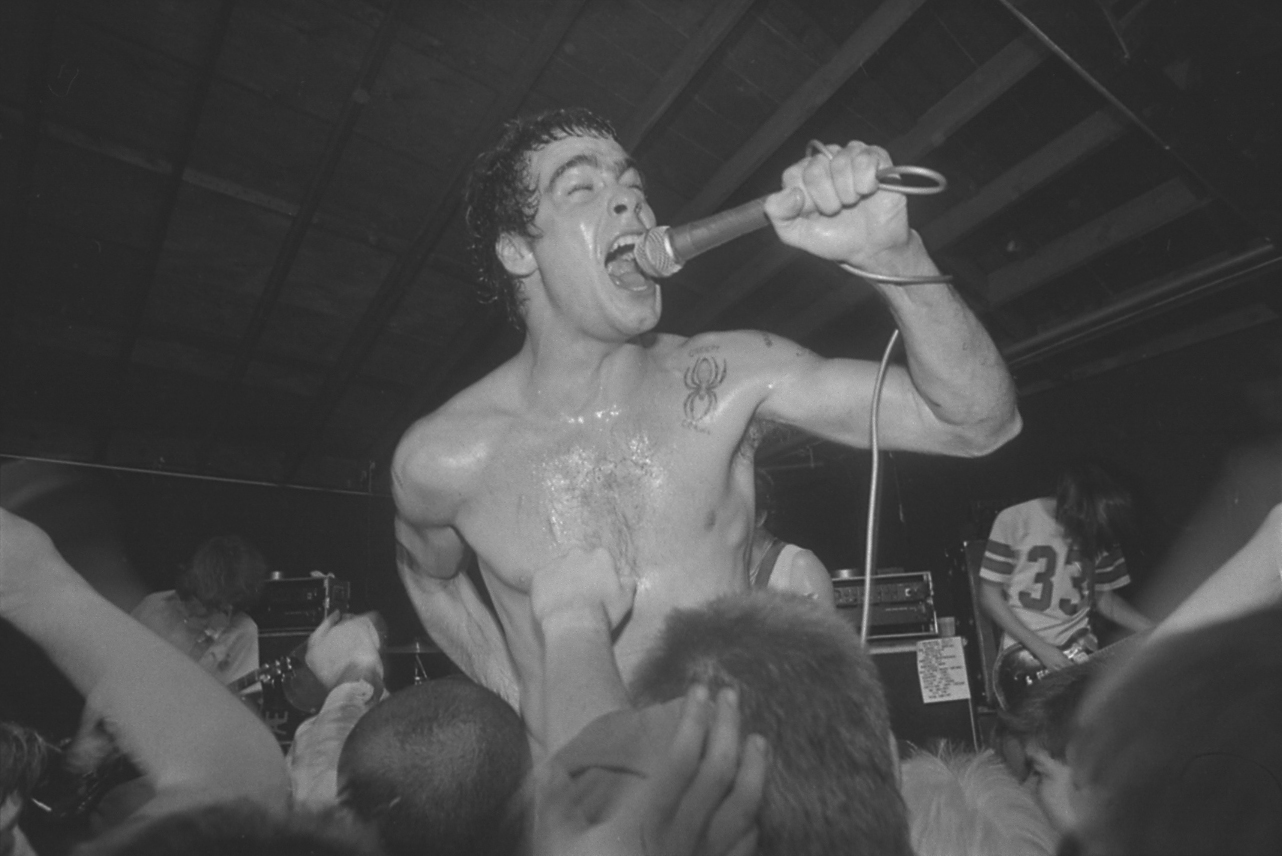
Henry Rollins, 1983

1981 veröffentlichte Black Flag mit Damaged ihr Debütalbum, mit dem sie sich als schnelle Hardcore-Punkband einen Namen machten. Sie hatten zu dieser Zeit einen Plattenvertrag mit dem Label Unicorn Records, die zu MCA gehörten. Unicorn weigerte sich allerdings, das als zu vulgär und gefährlich eingestufte Album zu veröffentlichen, woraufhin die Bandmitglieder Greg Ginn und Chuck Dukowski ihr eigenes Label SST Records gründeten und Damaged auf diesem veröffentlichten. Die Band und SST wurden von Unicorn verklagt und es wurde ihnen verboten, den Bandnamen und ihr Bandlogo zu nutzen, daher veröffentlichte SST 1982/83 die Doppel-LP Everything Went Black mit frühen Aufnahmen der Band ohne Nennung des Bandnamens. Unicorn ging 1983 bankrott und wurde aufgelöst, womit der Name und das Logo wieder an die Band zurückging.
My War wurde im Dezember 1983 in den Studios von Total Access Recording in Redondo Beach, Kalifornien, aufgenommen und erschien im März 1984 bei SST Records. In den Vorjahren gab es zahlreiche Umbesetzungen in der Band: Henry Rollins war seit Damaged fester Sänger und Gesicht der Band, während der Gründer Greg Ginn die Gitarre spielte, der Bass wurde ebenfalls von Ginn unter dem Pseudonym „Dale Nixon“ gespielt und das Schlagzeug von Bill Stevenson. Produziert wurde das Album von Ginn und Stevenson zusammen mit Spot, einem ehemaligen Bassisten der Band. Im gleichen Jahr veröffentlichte Black Flag mit Family Man in gleicher Besetzung und mit der neuen Bassistin Kira Roessler mit Slip It In noch zwei weitere Studioalben sowie das Live-Album Live '84 auf Kassette und das Kompilationsalbum The First Four Years zusammen mit einer Neuauflage von Everything Went Black.

## Titelliste
Das Album besteht aus 9 Titeln. Dabei befanden sich bei der ursprünglichen LP-Version von 1984 sechs Titel auf der A-Seite und drei Titel auf der B-Seite:
| Nr. | Titel                         | Autor(en)           | Länge |
| --- | ----------------------------- | ------------------- | ----- |
| 1.  | My War                        | Chuck Dukowski      | 3:52  |
| 2.  | Can’t Decide                  | G. Ginn             | 5:27  |
| 3.  | Beat My Head Against The Wall | G. Ginn             | 2:34  |
| 4.  | I Love You                    | C. Dukowski         | 3:23  |
| 5.  | Forever Time                  | G. Ginn, H. Rollins | 2:25  |
| 6.  | The Swinging Man              | G. Ginn, H. Rollins | 2:55  |
| 7.  | Nothing Left Inside           | G. Ginn, H. Rollins | 6:39  |
| 8.  | Three Nights                  | G. Ginn, H. Rollins | 5:51  |
| 9.  | Scream                        | G. Ginn             | 6:54  |

## Rezeption
Während frühere Songs wie auch das Album Damaged geprägt waren von sehr schnellen Songs, die oft schneller als die ihrer Hardcore-Kollegen, begann die Band auf My War, langsamere Songs zu bevorzugen, die den Einfluss des Heavy Metal widerspiegelten. Vor allem die B-Seite polarisierte die Fans der Band und des Punkrock. In einer zeitgenössischen Besprechung vom Maximum Rocknroll wurde vom Rezensenten Tim Yohannan geschrieben, dass es aufgrund der Vorgeschichte und Bedeutung der Band „unmöglich [sei], sie mit einem schlechten Album abzutun“, „diese Versuchung […] bei der Veröffentlichung dieses Albums sicherlich“ bestehe. Für ihn klinge My War wie „eine Black Flag-Imitation von Iron Maiden, die an einem schlechten Tag Black Flag imitieren.“ Die kürzeren Songs seinen „selten aufregend, und die drei Tracks auf der B-Seite sind die reinste Folter.“ Er resümiert, dass er wisse, „dass Depression und Schmerz die Markenzeichen von Black Flag sind, aber auch Langeweile?“ Howard Hampton von der Zeitschrift The Phoenix titelte seine Rezension sogar mit „Black Flag: Waving Goodbye to the World“ und stellte dar, ass sich die Band mit diesem Album wohl verabschiede. Er bezeichnete das Album als „blutleer“ und „methodische (Selbst)zerfleischung“ („methodical carnage“), gegenüber ihren „Opfern“ begingen sie „schwere Körperverletzung“ mit einem Säurebad durch das Gitarrenspiel und dem von „Travis Bickle vernebeltem Gesang“ von Henry Rollins. Im Resümee bezeichnete er das Album als „unerträglich langweiligen Rückgriff auf die üblichen [Heavy Metal]-Machwerke“.
In neueren und heutigen Rezensionen wird das Album allerdings als Klassiker bezeichnet und gilt als Meilenstein der Bandentwicklung. So wurde das Album etwa auf sputnikmusic.com von den meisten Lesern als „exzellent“ und von dem Rezensenten selbst als „classic“ bewertet und entsprechend positiv beschrieben. Auch er Rezensent auf punknews.org lobt das Album, wobei er herausstellt, dass er selbst es erst lange Jahre nach der Veröffentlichung kennenlernen konnte und zu jung sei, die Debatten um das Album nachzuvollziehen. Letzterer beschrieb das Album als „eine großartige und irgendwie historische Punkrock-Veröffentlichung. Black Flag verärgerten einen Teil ihrer ursprünglichen Fangemeinde, indem sie härter wurden, einige Metal-Einflüsse aufnahmen und sich die Haare wachsen ließen, aber wäre ein Teil der Grunge-Musik der 90er Jahre ohne My War noch dieselbe? Wer kann das schon sagen, aber ich bezweifle es. Das schwere und dröhnende Riffing von My War war wegweisend für viele zukünftige Bands. Außerdem wachsen wir alle irgendwann aus dem geradlinigen Hardcore heraus, bei manchen passiert das einfach früher.“

## Belege
1. 1 2 3  
Black Flag – Damaged bei Discogs; abgerufen am 18. Juli 2023.
2. 1 2 3 4 5  
Bandporträt Black Flag auf allmusic.com; abgerufen am 18. Juli 2023.
3. ↑  
Greg Ginn, Chuck Dukowski, Dez Cadena, Robo, Chavo Pederast, Johnny "Bob" Goldstein – Everything Went Back bei Discogs; abgerufen am 18. Juli 2023.
4. ↑  
Black Flag – My War bei Discogs; abgerufen am 18. Juli 2023.
5. ↑  
Lukas Pearse: Black Flag. Bandporträt auf Grove Music Online, Februar 2013. doi:10.1093/gmo/9781561592630.article.A2234365; abgerufen am 18. Juli 2023.
6. ↑  
Tim Yohannan: Black Flag: My War LP, Rezension auf maximumrocknroll.com; abgerufen am 18. Juli 2023. Im Original stammt die Rezension aus er Ausgabe April/Mai 1984 der gleichnamigen Zeitschrift.
7. ↑  
Howard Hampton: Black Flag: Waving Goodbye to the World. The Phoenix, 17. April 1984; S. 8. (Digitalisat).
8. ↑  
Black Flag: My War auf sputnikmusic.com; abgerufen am 18. Juli 2023.
9. 1 2  
Black Flag: My War auf punknews.org; abgerufen am 18. Juli 2023.